# Syntheta
Syntheta is een geslacht van vlinders van de familie uilen (Noctuidae), uit de onderfamilie Hadeninae.

## Soorten
- S. nigerrima Guenée, 1862
- S. novaguinensis Bethune-Baker, 1906
- S. xylitis Turner, 1902